# 巴克爾 (塞內加爾)
巴克爾是非洲國家塞內加爾東部的城鎮，由坦巴昆達區負責管轄，位於塞內加爾河畔，距離首都達喀爾687公里，毗鄰與馬里接壤的邊境，海拔高度27米，2007年人口12,751。

## 友好城市
- 法國 阿普特[1]

14°52′N 12°31′W / 14.867°N 12.517°W

## 外部連結
- Bakel Senegal （页面存档备份，存于）

1. ↑  ville d'Apt (编). . apt.fr.   [2021-11-30]. （原始内容存档于2021-04-24） （法语）.